# Bee
Bee (piemontiul: Bé) település Olaszországban. Lakosainak száma 789 fő (2023. január 1.). Bee Arizzano, Ghiffa, Premeno és Vignone községekkel határos.

## Népesség
A település népességének változása:
| Lakosok száma | 741  | 756  | 789  |
|               | 2017 | 2018 | 2023 |